# Bataille de Prinitza
Guerres byzantino-latines
Batailles
- Constantinople (1203)
- Constantinople (1204)
- Bataille de l'Oliveraie de Kountouras
- Constantinople (1235)
- Pélagonia
- Constantinople (1260)
- Constantinople (1261)
- Prinitza
- Settepozzi
- Makryplági
- Néopatras
- Démétrias
- Campagnes de Licario
- Pharsale
- Berat
- Rhodes
- îles Échinades

La bataille de Prinitza se déroule en 1263 entre l'Empire byzantin qui cherche à s'emparer d'Andravida, la capitale de la principauté d'Achaïe et une petite force achéenne. Cette dernière lance une attaque surprise contre la force supérieure en nombre des Byzantins très confiants et parvient à la vaincre et à la disperser, sauvant ainsi la principauté de la conquête.

## Prélude
Lors de la bataille de Pélagonia en 1259, les forces de l'empereur Michel VIII Paléologue tuent ou capturent de nombreux nobles latins de la principauté d'Achaïe dont le prince Guillaume II de Villehardouin. En échange de sa liberté, Guillaume II signe un accord dans lequel il cède plusieurs forteresses au sud du Péloponnèse. En outre, il jure allégeance à Michel et devient son vassal. Il est aussi le parrain d'un des fils de Michel et reçoit le titre et la fonction de grand domestique. Au début de 1262, Guillaume est libéré et les forts de Monemvasie et de Mistra ainsi que les districts du Magne et de Gisterna sont occupés par les Byzantins,,. L'accord est censé être de courte durée mais pour Michel, l'établissement d'une petite province dans le Péloponnèse n'est que la première étape dans la conquête complète de celle-ci. Dans le même temps, Guillaume est impliqué dans l'effort latin visant à lutter contre l'Empire byzantin et à reprendre Constantinople. Par conséquent, dès son retour dans le Péloponnèse, Guillaume règle ses différends avec les Vénitiens de Négrepont avant de s'allier avec eux et avec le pape dans une action conjointe contre les Paléologues. En juillet, le pape Urbain IV frappe de nullité le serment de Guillaume et lance un appel aux princes occidentaux avec l'objectif de mater les Byzantins schismatiques,,.
À la fin de l'année 1262, Guillaume se rend en Laconie accompagnée d'une suite armée. En dépit de ses concessions aux Byzantins, il garde le contrôle de la majeure partie de la Laconie et en particulier de la ville de Lacédémone (Sparte) et des baronnies de Passavant (Passavas) et de Geraki. Ces forces inquiètent les garnisons byzantines et le gouverneur Michel Cantacuzène demande de l'aide à l'empereur,. Celui-ci met en place rapidement une expédition dirigée par son demi-frère, le sébastokrator Constantin Paléologue assisté du parakimomène Jean Makrénos et du grand domestique Alexis Philès. Cette armée composée principalement de mercenaires turcs et de troupes grecques d'Asie Mineure est transportée vers Monemvasie sur des vaisseaux génois bien qu'une petite flotte byzantine soit envoyée harceler les possessions latines en Eubée et dans les Cyclades,.

## La bataille
Après son arrivée à Monemvasie, le sébastocrator Constantin consolide et étend l'autorité impériale en Laconie. Il soumet les habitants slaves (les Melingoi) du Taygète et construit plusieurs forts pour les contrôler. Il met ensuite le siège devant Sparte tandis que la marine byzantine s'empare des côtes sud de la Laconie. Dans le même temps, Guillaume se rend à Corinthe pour requérir l'aide des autres princes latins de Grèce. Toutefois, ces derniers n'ont pas l'intention de l'aider alors même qu'un grand nombre de sujets grecs de la principauté d'Achaïe se rallient aux Byzantins. Constantin y voit l'opportunité de conquérir la principauté tout entière. Il abandonne le siège infructueux de Sparte et marche avec son armée jusqu'aux fleuves Eurotas et Alphée en direction d'Andravida,,.
Durant l'absence de Guillaume, Andravida est dirigée par Jean Katavas, un homme connu pour sa bravoure mais âgé et souffrant de la goutte. Bien que la description générale des évènements à suivre est confirmée par l'historien vénitien Marino Sanuto l'Ancien, la seule description détaillée disponible de la bataille provient de la chronique de Morée dont l'exactitude est sujette à caution. Selon la Chronique, à la nouvelle de l'approche des Byzantins, Katavas prend avec lui 300 ou 312 hommes et marche à la rencontre des Byzantins dont le nombre donné par la Chronique est variable (entre 15 et 20 000 hommes). Il est certain que ces estimations sont exagérées, mais l'armée byzantine devait probablement compter quelques milliers d'hommes, la force latine étant en très forte infériorité numérique,.
Les Byzantins ont confiance dans leurs propres forces. Dans l'étroit défilé de Prinitza (un endroit non identifié situé près de l'ancien site d'Olympie), Katavas attaque l'armée byzantine et lui inflige une défaite retentissante. De nombreux soldats byzantins sont tués tandis que les autres sont dispersés et trouvent refuge dans les forêts environnantes. Le sébastocrator Constantin lui-même échappe de peu à la mort et fuit avec le restant de ses troupes vers Mistra. Malgré son importante victoire, Katavas reste prudent et refuse de poursuivre les Byzantins avant de retourner à Andravida,,.

## Conséquences
Constantin regroupe ses forces et l'année suivante, il lance une nouvelle offensive pour conquérir l'Achaïe. Toutefois, ses efforts sont sapés par la défection des mercenaires turcs se plaignant du retard de leurs paiements. Ils rejoignent alors les Achéens, qui, renforcés par cet apport de troupes décident d'attaquer les Byzantins qu'ils battent une nouvelle fois à la bataille de Makryplági,. Cette bataille et celle de Prinitza mettent fin aux efforts de Michel pour reprendre l'ensemble de la Morée et préservent la présence latine dans la région pour plusieurs décennies,.

## Sources
- (en) Mark C. Bartusis, The Late Byzantine Army : Arms and Society, 1204-1453, Voir en ligne, Philadelphie, Pennsylvania : Université of Pennsylvania Press, 1997, 438 p. (ISBN 0-8122-1620-2, présentation en ligne).
- (en) Nicholas Hooper et Matthew Bennett, The Cambridge Illustrated Atlas of Warfare : The Middle Ages, 768-1487, Cambridge/New York/Melbourne, Cambridge University Press, 1996, 192 p. (ISBN 0-521-44049-1).
- (en) Deno John Geanakoplos, Emperor Michael Palaeologus and the West, 1258-1282 - A Study in Byzantine-Latin Relations, Voir en ligne, Harvard University Press, 1959.
- Donald MacGillivray Nicol (trad. de l'anglais par Hugues Defrance), Les derniers siècles de Byzance, 1261-1453, Paris, Texto, 2008, 530 p. (ISBN 978-2-84734-527-8).
- (en) Kenneth Meyer Setton, Robert Lee et Harry W. Hazard, A History of the Crusades volume II : the Later Crusades, 1189-1311, University of Wisconsin Press, 2006 (ISBN 0-299-04844-6).